# Конен спорт
Конен спорт е вид спорт, свързан с яздене на коне.
Най-известната дисциплина е „прескачане на препятствия“. При всяко неправилно преодоляно препятствия ездачът получава четири наказателни точки. Надпреварата се състои от един или два кръга (вторият кръг се нарича бараж).
Другите дисциплини са „всестранна езда“, „обездка“ и „издръжливост“ (преходи в пресечена местност). Понастоящем 3-те олимпийски дисциплини са прескачане на препятствия, всестранна езда и обездка.
При всестранната езда се изисква голям опит във всички конни дисциплини от страна на състезателя. Самата дисциплина включва тестове по прескачане на препятствия (конкур ипик), обездка и крос кънтри.
При обездката се наблюдават следните качества у коня:
- свободата и равномерността на крачките;
- хармоничност, лекота и свобода на движенията;
- лекота на предните и ангажирането на задните крака, изразяващи се в жив импулс;
- възприемане на поводите с подчинение през цялото време, без проявяване на напрежение и съпротива.

При преходите в пресечена местност се проверяват издръжливостта и бързината на коня.

## Конен спорт вБългария
Българската федерация по конен спорт е създадена през 1914 г. под името „Български жокей клуб“.
Българският конен спорт дебютира на Олимпийските игри в Париж през 1924 г., представен от ген. Владимир Стойчев и Крум Лекарски. В крайното класиране генералът е 11-и от 99 състезатели.
Най-доброто българско постижение е сребърен медал отборно в дисциплината „обездка“ на Олимпийските игри през 1980 г.